# 滋賀県立八日市養護学校
滋賀県立八日市養護学校（しがけんりつ ようかいちようごがっこう）は、1974年に開校した、滋賀県東近江市に所在する特別支援学校である。知的障害教育部門と肢体不自由教育部門があり、学部は小学部・中学部・高等部を設置している。

## 生徒数
235名（令和7年）

## 通学区域
- 近江八幡市(旧安土町)
- 東近江市(旧湖東町と旧愛東町を除く)
- 蒲生郡日野町[1]

## 交流
- 東近江市八日市西小学校[2]
- 東近江市立船岡中学校

## 沿革
| 年月日         |                                                                   |
| -------------- | ----------------------------------------------------------------- |
| 1973年4月1日   | 滋賀県教育委員会事務局内に新設学校開設準備室開設                  |
| 1973年4月5日   | 校舎竣工式                                                        |
| 1974年4月1日   | 滋賀県立八日市養護学校（全県一区）開校、小泉豈祥が初代校長に就任  |
| 1974年4月9日   | 第1回入学式挙行                                                   |
| 1974年4月30日  | 本館第1棟竣工                                                     |
| 1974年7月15日  | 第2棟竣工                                                         |
| 1974年8月28日  | 寄宿舎竣工                                                        |
| 1974年9月7日   | 開校式挙行                                                        |
| 1975年4月1日   | 高等部設置                                                        |
| 1977年1月3日   | 第2棟増築                                                         |
| 1978年3月2日   | 体育館竣工                                                        |
| 1978年4月1日   | 保知純一が第2代校長に就任                                         |
| 1979年4月1日   | 義務制実施により全県一区からエリア制へ移行（4市16町および遠隔地） |
| 1979年4月11日  | 小学部能登川校舎、中学部能登川校舎開設                            |
| 1980年3月22日  | 第3棟竣工                                                         |
| 1981年4月22日  | 水泳プール竣工                                                    |
| 1982年4月1日   | 井上皎が第3代校長に就任                                           |
| 1983年3月24日  | 第1棟増築                                                         |
| 1984年9月8日   | 創立10周年記念式典挙行                                            |
| 1985年3月19日  | 第3棟増築                                                         |
| 1985年4月1日   | 山本廣治が第4代校長に就任                                         |
| 1985年8月10日  | 今井義宣が第5代校長に就任                                         |
| 1988年3月31日  | 小学部能登川校、中学部能登川校廃校                                |
| 1988年4月1日   | 猪飼亨が第6代校長に就任                                           |
| 1990年3月31日  | 相撲場竣工、運動部室竣工                                          |
| 1990年4月1日   | 西村武一が第7代校長に就任                                         |
| 1992年4月1日   | 松宮忠夫が第8代校長に就任                                         |
| 1994年4月1日   | 吉田誠三が第9代校長に就任                                         |
| 1994年8月1日   | 第1棟・第2棟外壁改修工事完了                                      |
| 1994年10月23日 | 創立20周年記念の集い挙行                                          |
| 1995年2月8日   | 20周年実践を語る会実施                                            |
| 1995年4月1日   | 小森三蔵が第10代校長に就任                                        |
| 1996年4月1日   | 滋賀県立甲良養護学校開校にともなう校区変更                        |
| 1997年4月1日   | 澤長壽が第11代校長に就任                                          |
| 1997年10月20日 | 運動場改修工事竣工                                                |
| 1998年2月13日  | 体育館屋根および外壁改修工事竣工                                  |
| 1999年4月1日   | 曽我慧明が第12代校長に就任                                        |
| 2001年4月1日   | 髙田善明が第13代校長に就任                                        |
| 2003年6月23日  | 学習室等校舎増築                                                  |
| 2004年10月6日  | 創立30周年記念の集い挙行                                          |
| 2005年2月1日   | 30周年を語る会挙行                                                |
| 2005年4月1日   | 西田栄二が第14代校長に就任                                        |
| 2007年4月1日   | 本校舎増・改築のため仮設校舎へ移転                                |
| 2008年3月31日  | 仮設校舎から本校舎への移転、寄宿舎廃舎                            |
| 2008年4月1日   | 武藤敬助が第15代校長に就任                                        |
| 2008年4月1日   | 知肢併置校として校区再編成のもとリニューアルスタート              |
| 2008年4月8日   | 仮設校舎解体、グランド修復工事着工                                |
| 2008年9月30日  | グランド修復工事完了                                              |
| 2009年4月1日   | 佐野邦典が第16代校長に就任                                        |
| 2011年4月1日   | 髙橋いさ美が第17代校長に就任                                      |
| 2014年4月1日   | 小林一男が第18代校長に就任（創立40周年）                          |
| 2016年4月1日   | 岩田篤夫が第19代校長に就任                                        |
| 2018年4月1日   | 尾代恵子が第20代校長に就任、体育館長寿命化工事施行                |
| 2019年4月1日   | 夏川茂が第21代校長に就任                                          |
| 2021年4月1日   | 宮地勤が第22代校長に就任                                          |
| 2023年4月1日   | 安井洋子が第23代校長に就任                                        |
| 2024年4月1日   | 山田貴司が第24代校長に就任                                        |

## 所在地
〒527-0086　滋賀県東近江市上平木町290

## アクセス
JR近江八幡駅から近江鉄道に乗り換え、平田駅下車、約400m